# 1970 w sztukach plastycznych
Wydarzenia w sztukach plastycznych i wizualnych w 1970 roku.

## Wydarzenia
- Grupa Permafo założyła własną galerię we Wrocławiu.
- Odbyły się VIII Międzynarodowe Spotkania Artystów, Naukowców i Teoretyków Sztuki w Osiekach.

## Malarstwo
- Antoni Tàpies

Poduszka i butelka
- Salvador Dalí

Halucynogenny torreador
- Ralph Goings

Paul’s Corner Cushion – olej na płótnie, 48x68 cali
- Maria Stangret

Gra w klasy – akryl na płótnie, 300x150x50 cm
- Zofia Artymowska

Poliformy I'
- Mark Rothko

Untitled (Black on Gray) (1969/1970) – akryl na płótnie, 203,3x175,5 cm, kolekcja Muzeum Guggenheima w Nowym Jorku
- Zbigniew Makowski

Sekunda snu (albo cały sen) – olej na płótnie, w kolekcji Muzeum Sztuki w Łodzi

## Plakat
- Franciszek Starowieyski

plakat do filmu Mademoiselle – format A1
plakat do filmu Łagodna – format A1
plakat do filmu Piękny listopad – format A1
plakat do sztuki teatralnej Śmieszny staruszek – format A1
plakat do filmu Rogi porucznika Astete – format A1

## Rzeźba
- Władysław Hasior

Pamięci Dzieciom Zamojszczyzny – asamblaż
- Alina Szapocznikow

seria Expansion, 1968-1970
Pogrzeb Aliny
Alex
Pomnik Bojowników o Wolność Narodów w Mediolanie
Ręce Aliny
Les Gants Roses (Różowe rękawiczki)

## Wideo
- Bas Jan Ader]

Upadek 2 – 16 mm, 19 s.
- Zdzisław Sosnowski

Czyszczenie ryb – 8 mm, 4 min. 15 s.
Muszla – 8 mm, 3 min. 20 s.
- Andrzej Barański

Kręte ścieżki – 35 mm, 6 min. 11 s.
- Natalia LL

Rejestracja permanentna czasu – 8 mm, 35 s.
- Józef Robakowski

Rynek – 35 mm, 4 min. 20 s.

## Nagrody
- Międzynarodowe Biennale Plakatu[20]

Złoty medal w kategorii plakatów ideowych – Jukka Veistola, Peter Lindholm i Tapio Salmelainen
Złoty medal w kategorii plakatów promujących kulturę – Henryk Tomaszewski
Złoty medal w kategorii plakatów reklamowych – Armando Testa

## Urodzeni
- Elżbieta Jabłońska – polska artystka intermedialna
- Elke Krystufek – austriacka artystka konceptualna
- 28 lipca – Galina Miklínová, czeska ilustratorka i animatorka

## Zmarli
- Witold Frydrych (ur. 1916), polski malarz
- Wiktor Podoski (ur. 1901), polski grafik
- 27 stycznia – Erich Heckel (ur. 1883), niemiecki malarz i grafik
- 29 stycznia – Lawren Harris (ur. 1885), kanadyjski malarz
- 25 lutego – Mark Rothko (ur. 1903) – amerykański malarz
- 6 marca – Wlastimil Hofman (ur. 1881), polski malarz
- 4 maja – Bernard Frydrysiak (ur. 1908), polski malarz i grafik
- 13 maja – William Dobell (ur. 1899), australijski rzeźbiarz i malarz
- 19 maja – August Zamoyski (ur. 1893), polski rzeźbiarz
- 29 maja - Eva Hesse (ur. 1936), amerykańska rzeźbiarka
- 4 lipca – Barnett Newman (ur. 1905) – amerykański malarz
- 15 listopada – Edward Haupt (ur. 1893), polski rzeźbiarz